# 仰姓
仰姓是中文姓氏之一，在《百家姓》中排第236位。在现代是极罕见的姓氏。

## 起源
仰姓有多种起源：
1. 传说出自上古时代，后以祖先名为姓。《吕氏春秋》载：帝舜时有名为仰延的大臣将帝尧时期的五弦琴改制为二十五弦，舜并亲自作九韶。仰延被后世尊为乐神，其后代便以其名为姓。
2. 出自嬴姓秦氏，以祖先名为姓。秦惠文王有子名为卬，卬通仰，其子孙即以此为姓。

## 郡望
- 汝南郡：汉高帝时置汝南郡（今河南中部偏南和安徽淮河以北一带）。
- 河南郡：汉时置河南郡。（今河南洛阳一带）

## 名人
- 仰延，上古舜帝时的大臣，精通音乐，将当时八弦瑟，改造增为二十五弦。这是一大发明。
- 仰忻：永嘉人，宋朝名士、孝子。
- 仰仁谦，宋代廉吏。有楹联说他：“抚宇劳心，百姓改观新政令； 廉静寡欲，四方共仰大风声”。
- 仰瞻：长洲人，明朝永乐年间官员，官至大理寺丞。

## 外部連結
[在维基数据编辑]
 《百家姓》
 《欽定古今圖書集成·明倫彙編·氏族典·仰姓部》，出自陈梦雷《古今圖書集成》